# سيفاجي غانيسان

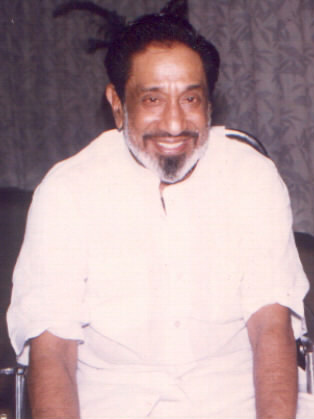
سيفاجي غانيسان

سيفاجي غانيسان ( التاميل : சிவாஜி கணேசன்؛ من مواليد 1 أكتوبر 1927 في فيلوبورام ، تاميل نادو ؛ † 21 يوليو 2001 في تشيناي ، تاميل نادو)، في الواقع في سي غانيسان ( فيلوبورام تشيناياهبيلاي غانيسان )، كان هنديا ممثل سينمائي. لقد كان الممثل الأكثر تأثيرًا في الفيلم التاميل إلى جانب إم جي راماشاندران .

## حياة
ابن ب. شينياه ماندراير وراجاماني أمال انضمَّ إلى فرقة مسرحية وهو لا يزال طفلًا، حيث تعلَّم بهاراتناتيام وكاتاك وكاتاكالي والموسيقى الكارناتيكية. اشتهر بمسرحية س. ن. أنادوراي "شيفاجي كاندا إندو راجيام"، حيث أدَّى دور الملك شيفاجي المراثي، ومن هذه المسرحية استمد اسمه الفني.
كان الظهور الأول لـ سيفاجي غانيشان في السينما عام 1952 في فيلم باراساكثي. في البداية، انخرط في الدعاية الحزبية لـ درافيدا مونيترا كازاغام ولعب أدوارًا في عدة أفلام أسطورية ووطنية في صناعة السينما التاميلية خلال خمسينيات وستينيات القرن الماضي. من خلال فيلمه الأشهر فيرابانديا كاتابومان (1960)، فاز سيفاجي غانيشان بجائزة أفضل ممثل في مهرجان القاهرة السينمائي. رغم الانتقادات المتكررة لأدائه المسرحي، وصلت أفلامه الأكثر شهرة، مثل ثيلانا موهانامبال (1968)، إلى أمريكا. تلاشى نجاحه التجاري في الثمانينيات، وقلَّ ظهوره في السينما. في عامي 1986 و1993، حصل على الجائزة الخاصة من لجنة التحكيم في الجوائز الوطنية للأفلام في الهند.
حصل غانيسان على جائزة بادما شري في عام 1976، وبادما بوشان في عام 1984 وجائزة داداساهيب فالكي في عام 1997 لمساهمته البارزة في السينما الهندية . من عام 1982 إلى عام 1988 كان عضوًا في راجيا سابها ، المجلس الأعلى في البرلمان الهندي. في عام 1995 تم تجنيده في وسام جوقة الشرف الفرنسي برتبة شوفالييه.
كان ابنه برابهو ممثلًا سينمائيًا تاميلًا منذ الثمانينيات.

## الأدب
- T. S. Narayana Swamy (Hrsg.): Authobiography of an Actor. Sivaji Ganesan. Sivaji Prabhu Charities Trust, Chennai 2007, 297212002.
- Sundararaj Theodore Baskaran: Sivaji Ganesan. Profile of an Icon. Wisdom Tree, New Delhi 2008, ISBN 978-81-8328-109-6.
- Robert L. Hardgrave Jr.: When Stars Displace the Gods: The Folk Culture of Cinema in Tamil Nadu. In: Essays in the Political Sociology of South India. Usha Publications, New Delhi 1979, ISBN 81-7304-052-4, S. 92–124.

## روابط الويب
- سيفاجي غانيسان في قاعدة بيانات الأفلام على الإنترنت

1. 1 2  مذكور في: موسوعة بريتانيكا على الإنترنت. مُعرِّف موسوعة بريتانيكا على الإنترنت (EBID): biography/Sivaji-Ganesan. باسم: Sivaji Ganesan. الوصول: 9 أكتوبر 2017. لغة العمل أو لغة الاسم: الإنجليزية.
2. 1 2  مذكور في: فايند أغريف. مُعرِّف فرد في قاعد بيانات "أَوجِد شاهدة قبر" (FaG ID): 23293. باسم: Sivaji Ganesan. الوصول: 9 أكتوبر 2017. لغة العمل أو لغة الاسم: الإنجليزية.